# Trichoniscus lazzaronius
Trichoniscus lazzaronius là một loài chân đều trong họ Trichoniscidae. Loài này được Verhoeff miêu tả khoa học năm 1952.